# Глинские
Гли́нские — угасший литовский княжеский род.
Традиционно считается, что род имеет ордынское происхождение, по другой версии — ветвь Ольговичей.
Князьями Глинскими был поднят мятеж в Литве, окончившийся их поражением и вынужденным отъездом на московскую службу (1508). Представительницей рода была московская правительница Елена Глинская — мать Ивана Грозного.
При подаче документов в марте 1686 года для внесения рода в Бархатную книгу была предоставлена родословная роспись князей Глинских.

## Происхождение
Название рода объясняется тем, что в XV веке его представители владели городом Глинском (по одним данным, село Глинск в Сумской области на Суле, по другим — село Глинское в Полтавской области, на старице Ворсклы). По московским представлениям, семейство это относилось к числу худородных; в Государевом родословце для рассказа о нём оставлено только пустое место.
Происхождение Глинских документально не подтверждено. В ряде частных родословных, в частности в Келейной книге и Синодальном списке, составленных много позже смерти последнего Глинского, род прослежен от темника Мамая, сын которого якобы выехал из Крыма и создал в приграничье между Золотой Ордой и великим княжеством Литовским автономное княжество. Составители родословцев сообщают, что сын Маркисуата, Алекса (или Лексад), приняв крещение, получил в удел от Витовта огромные земельные угодья по Ворскле и верхней Суле, в том числе Полтаву, Глинск и Глинницу (некоторые историки считают, что так называлась Опошня). Лексада отстроил все эти города-укрепления, которые должны были защищать Великое княжество Литовское от Золотой Орды, а позднее — от Крымского ханства. Его потомки от города Глинска усвоили титул князей Глинских. В родословце также повествуется о том, как предки Глинских спасли Витовта после разгрома на Ворскле.

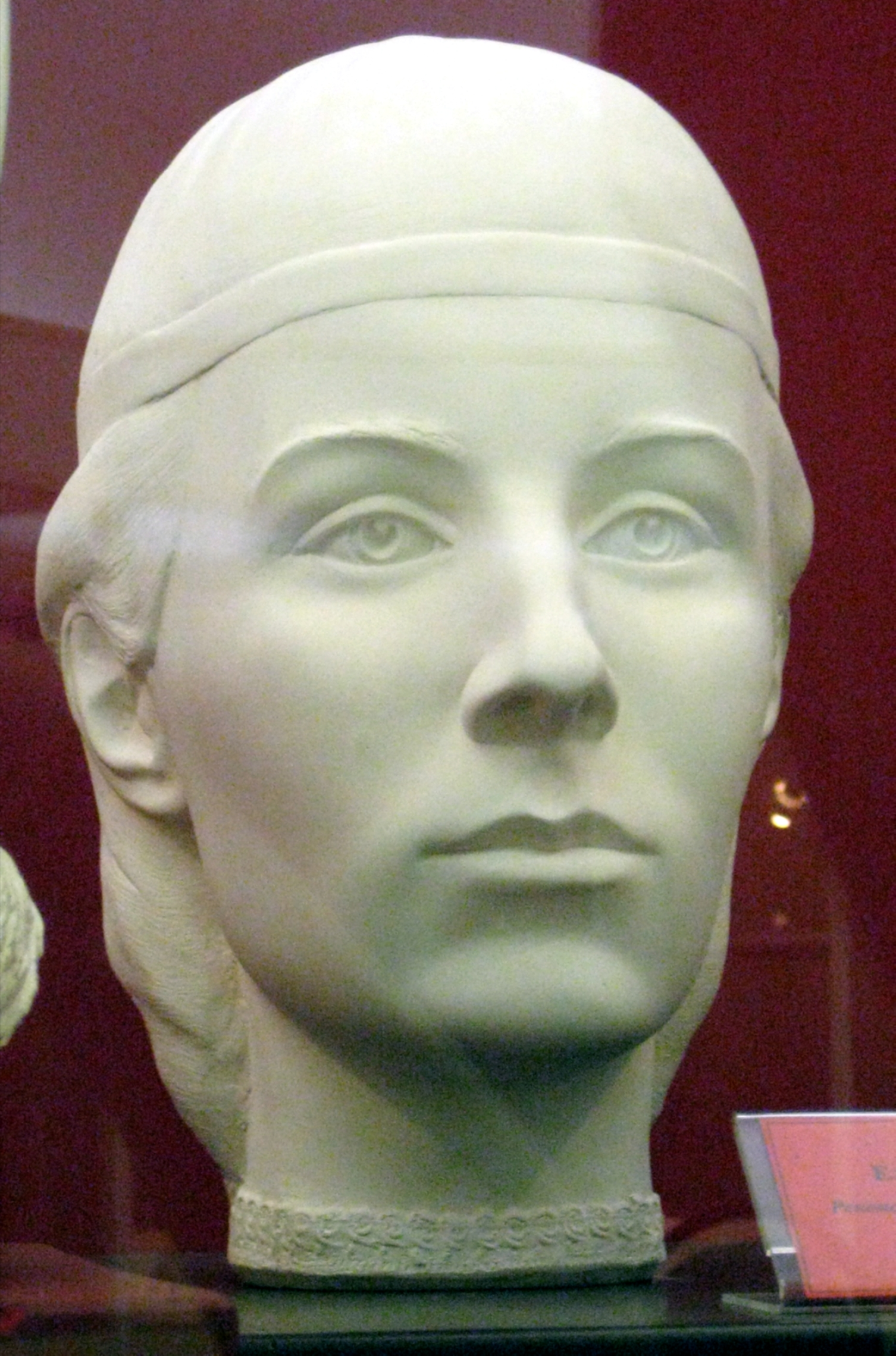
В облике Елены Глинской, реконструированном по черепу, преобладают не монголоидные, а североевропейские черты.

Реальность легенды о происхождении Глинских от Мамая принимают некоторые современные историки. Вадим Трепавлов считает её доказательством послание хана Шейх-Ахмеда к живущим в Литве трем князьям Глинским, направленном им летом 1502 года, в котором называет их «Кият князья Мамаевы есте правыи дети». Считает её достоверной и А. А. Шенников, который в качестве подтверждения своего мнения ссылается на неназванную «русскую летопись», которая одного из Глинских, Ивана Малого, именует Мамаем, а также приводит письмо Шейх-Ахмеда к братьям Глинским (1501), в котором тот обращается к ним «Кияты князья Мамаевы истинные дети», якобы «апеллируя к ещё не угасшему татарскому этническому самосознанию Глинских». Гипотетическое литовско-татарское княжество на территории современных Черкасской и Полтавской областей Шенников относит к группе пограничных государственных образований юго-востока Руси, в которых при «срастании славянской и тюркской частей населения» шло складывание казачества. Он высказывает догадку о том, что «князья тут были более похожи на казачьих атаманов, чем на настоящих феодалов». Типичным представителем этих татаро-литовских князей он считает Богдана Глинского, взятого русскими в плен под Путивлем в 1500 году.
При этом отношение к родословной легенде князей Глинских уже в XVI веке было критическим. По мнению А. В. Кузьмина, вероятно, поэтому она не попала в Государев родословец, хотя Глинские и состояли в родстве с Иваном Грозным.
Одна из версий родословной легенды сообщает, что предок Глинских, Алекса, перешёл вместе с вотчиной на службу к князю Витовту. Крестившись в Киеве, он приняв имя Александр. В той же родословной указывается, что от Витовта он получил во владение волость Станко, а также города Хозоров, Сереков и Гладковичи. В начале XVI века была составлена родословная Глинских, которая получила на Руси название «Подлинный родослов Глинских князей». В ней утверждалось, что на службу к Витовту перешёл не только Александр, но и его сын Иван. Также согласно родословным Витовт выдал за Ивана дочь князя Даниила Острожского по имени Анастасия. Также родословные утверждают, что Александр и Иван принимали (1399) участие в битве на Ворскле, и что именно благодаря их действиям Витовт избежал плена и вернулся в Литву. Однако описание битвы полностью совпадает с текстами русских летописей (кроме советов князей Глинских Витовту), поэтому вероятнее всего попало в родословие именно из летописей.
В Любецком синодике под номером 31 упоминается князь Иван Глинский, которого Р. В. Зотов идентифицирует с Иваном Александровичем Глинским. По версии Зотова князь мог попасть в синодик, поскольку владел землями в Черниговском княжестве, в том числе городом Хоробор. По версии историка А. В. Кузьмина, наличие Ивана в синодике указывает на то, что Глинские могли происходить от Ольговичей (одной из ветвей Рюриковичей).
Первый Глинский, надёжно зафиксированный источниками, — князь Борис, который присягал на верность польскому королю Владиславу III в 1437 году.

## Генеалогия
- Мамай
  - Мансур
    - Александр Глинский
      - Иван Глинский
        - Фёдор Иванович
        - Семён Иванович
          - Фёдор Семёнович
            - Богдан Фёдорович Мамай

        - Борис Иванович
          - Лев Борисович Тёмный
            - Иван Львович Мамай (ок. 1460 — до 1522)
            - Михаил Львович (1470—1534) — князь, признанный глава рода Глинских 
∞ Елена Ивановна Телепнева-Оболенская
              - Василий-Прокопий Михайлович (ум. 1565)

            - Василий Львович 
∞ Анна Якшич
              - Юрий Васильевич (ум. 26 июня 1547) — князь, кравчий и боярин
              - Михаил Васильевич (ум. 1559) — князь, боярин и воевода
                - Иван Михайлович

              - Елена Глинская 
∞ Василий III
                - Иван Грозный
                  - Фёдор I Иоаннович
                    - Феодосия Фёдоровна

## Семейство Михаила Глинского
Своей известностью род Глинских обязан князю Михаилу Львовичу (1470—1534). Он воспитывался при дворе немецкого императора, принял католичество, участвовал в Итальянских войнах. При вступлении на престол короля Сигизмунда Глинский поднял мятеж, но, потерпев поражение, бежал в Москву (1508). Так же с ним на службу к Василию III Ивановичу перешли два его брата: Иван и Василий Львовичи. В начале XVI столетия князья Глинские служили боярами, конюшими и воеводами, владели вотчинами в Московском, Переславль-Залесском, Медынском и Тверском уездах.
После брака племянницы Михаила Глинского, Елены, с великим князем Василием Ивановичем (1526) значение рода чрезвычайно возросло, а после смерти Василия († 1533) они стали фактическими правителями Московского государства. Против них при дворе составилась партия во главе с Шуйскими, которые и подняли против них московскую чернь после пожара 1547 года. На этом господство Глинских в Русском государстве пришло к концу. Оставшиеся в живых после восстания Глинские (из которых наиболее известен Михаил Васильевич) потомства не оставили, и московская ветвь (по мужской линии) рода пресеклась.
Последним в России из этой линии был боярин, князь Иван Михайлович Глинский († 1602), племянник царицы Елены Васильевны, у которого была дочь Анна. В конце XVII столетия в Москве вновь появляется один из Глинских — князь Михаил Александрович, записанный в Боярской книге стольником (1692) и принадлежавший к младшей ветви рода оставшейся в Литве, имел сына князя Семёна.

## Описание герба
Глинские пользовались собственным гербом, который происходит от татарской родовой тамги, и символизирует княжескую власть.
В красном поле княжеский престол, над ним скипетр, которого рукоятка, имеющая вид креста, образует третью, среднюю ногу престола. Такой герб принадлежал литовским князьям Глинским, имевшим удел в Северии. Ср. герб Огинских. Герб Глинских внесён в Часть 2 Гербовника дворянских родов Царства Польского, стр. 47.